# Liste der Nummer-eins-Hits in Argentinien (2013)
Diese Liste der Nummer-eins-Hits basiert auf den offiziellen wöchentlichen Top-20-Popalbumcharts der Cámara Argentina de Productores de Fonogramas y Videogramas (CAPIF), der argentinischen Landesgruppe der IFPI, im Jahr 2013.

## Alben
| ← 2012 ← | Liste der Nummer-eins-Hits in Argentinien | Liste der Nummer-eins-Hits in Argentinien | Liste der Nummer-eins-Hits in Argentinien | 2014 → |
| \| Zeitraum \| Wo. ges. \| Interpret \| Titel \| Zusätzliche Informationen \| \| (Zeitraum, Wochen auf Platz eins, Interpret, Titel, zusätzliche Informationen) \| \| \| \| \| \| ------------------------------------------------------------------------------ \| -------- \| ------------------------ \| --------------------------- \| ------------------------------------------------------------------------------------------------------------------------------------------------------- \| \| 30. Dezember 2012 – 5. Januar 2013 1 Woche \| 1 \| Led Zeppelin \| Celebration Day \| Die CD zum Reunion-Konzert der britischen Rockveteranen von 2007 erreichte in vielen Ländern die Top Ten. \| \| 6. Januar 2013 – 12. Januar 2013 1 Woche \| 1 \| Verschiedene Interpreten \| I Love Verano 2013 \| Ein Doppel-CD-Sampler mit Dance-Interpreten wie David Guetta und der Swedish House Mafia eroberte im argentinischen Sommer (verano) die Chartspitze. \| \| 13. Januar 2013 – 19. Januar 2013 1 Woche (insgesamt 3) \| 3 \| No Te Va Gustar \| El calor del pleno invierno \| Das siebte Studioalbum der Rockband aus Uruguay. \| \| 20. Januar 2013 – 26. Januar 2013 1 Woche \| 1 \| Justin Bieber \| Believe \| Ein halbes Jahr nach dem Originalalbum kehrt die Akustikversion auf Platz eins der argentinischen Charts zurück. \| \| 27. Januar 2013 – 2. Februar 2013 1 Woche (insgesamt 3) \| 3 \| No Te Va Gustar \| El calor del pleno invierno \| – \| \| 3. Februar 2013 – 9. Februar 2013 1 Woche (insgesamt 6) \| 6 \| Ricardo Arjona \| Independiente + Demos \| zum dritten Mal nach 2011 und 2012 steigt das Album an die Spitzenposition, diesmal mit Zusatz-CD mit den ursprünglichen Demo-Aufnahmen der Albumsongs. \| \| 10. Februar 2013 – 16. Februar 2013 1 Woche (insgesamt 3) \| 3 \| No Te Va Gustar \| El calor del pleno invierno \| – \| |                                           |                                           |                                           | |
| ← 2012 |                                           |                                           |                                           | → 2014 → |
| Zeitraum | Wo. ges.                                  | Interpret                                 | Titel                                     | Zusätzliche Informationen |
| (Zeitraum, Wochen auf Platz eins, Interpret, Titel, zusätzliche Informationen) |                                           |                                           |                                           | |
| 30. Dezember 2012 – 5. Januar 2013 1 Woche | 1                                         | Led Zeppelin                              | Celebration Day                           | Die CD zum Reunion-Konzert der britischen Rockveteranen von 2007 erreichte in vielen Ländern die Top Ten.                                               |
| 6. Januar 2013 – 12. Januar 2013 1 Woche | 1                                         | Verschiedene Interpreten                  | I Love Verano 2013                        | Ein Doppel-CD-Sampler mit Dance-Interpreten wie David Guetta und der Swedish House Mafia eroberte im argentinischen Sommer (verano) die Chartspitze.    |
| 13. Januar 2013 – 19. Januar 2013 1 Woche (insgesamt 3) | 3                                         | No Te Va Gustar                           | El calor del pleno invierno               | Das siebte Studioalbum der Rockband aus Uruguay. |
| 20. Januar 2013 – 26. Januar 2013 1 Woche | 1                                         | Justin Bieber                             | Believe                                   | Ein halbes Jahr nach dem Originalalbum kehrt die Akustikversion auf Platz eins der argentinischen Charts zurück.                                        |
| 27. Januar 2013 – 2. Februar 2013 1 Woche (insgesamt 3) | 3                                         | No Te Va Gustar                           | El calor del pleno invierno               | – |
| 3. Februar 2013 – 9. Februar 2013 1 Woche (insgesamt 6) | 6                                         | Ricardo Arjona                            | Independiente + Demos                     | zum dritten Mal nach 2011 und 2012 steigt das Album an die Spitzenposition, diesmal mit Zusatz-CD mit den ursprünglichen Demo-Aufnahmen der Albumsongs. |
| 10. Februar 2013 – 16. Februar 2013 1 Woche (insgesamt 3) | 3                                         | No Te Va Gustar                           | El calor del pleno invierno               | – |